# Bibio curtisi
ne pas confondre avec l'espèce Bibio curtisii Heer 1856 du même auteur, même date
Espèce
Bibio curtisi est une espèce fossile d'insectes diptères de la famille des Bibionidae et du genre Bibio.

## Classification
L'espèce Bibio curtisi est décrite en 1856 par le géologue et naturaliste suisse Oswald Heer (1809-1883),.

### Fossiles
Selon Paleobiology Database en 2023, l'espèce est représentée par cinq collections de l'Oligocène de France.

### Étymologie
L'épithète spécifique « curtisi » est un hommage à l'entomologiste britannique John Curtis (1791-1862).

## Description

### Caractères
La diagnose de Nicolas Théobald en 1937, : 

« Echant.: M18, 22 Inst. Géol. Marseille ; A32, 37, 39, 83. Inst. Géol. Lyon ; An 14 Inst Géol. Nancy. Am77 Muséum Paris.
Cette espèce est représentée par au moins une douzaine d'échantillons. Il est probable que B. obsoletus ? Heer cité à Corent par Oustalet, appartienne aussi à cette espèce. ».

## Galerie
- Quelques espèces vivantes du genre Bibio.
- Bibio ferruginatus, mâle (Haute Ardenne - Belgique).
- Bibio hortulanus, femelle.
- Bibio lanigerus,mâle (Haute Ardenne - Belgique).
- Bibio varipes, femelle.
- Bibio johannis.
- Bibio femoratus.

### Publication originale
- [1856] (de) Oswald Heer, « Ueber die fossilen Insekten von Aix in der Provence », Vierteljahrsschrift der Naturforschenden Gesellschaft in Zürich, Suisse, vol. 1,‎ 1856, p. 1-40 (ISSN 0042-5672, lire en ligne).